# .30 Carbine
El .30 Carbine 7,62 x 33 en el sistema métrico decimal) es el cartucho utilizado en la carabina M1. Es un cartucho de fusil ligero, diseñado para ser disparada desde el cañón de 458 mm (18 pulgadas) de la carabina M1.

## Características y prestaciones
El cartucho .30 Carbine era uno intermedio tanto en velocidad como energía de boca. Es en esencia una versión sin pestaña del obsoleto .32 Winchester Self-Loading. Tiene una bala de 7 gramos con punta redondeada, en contraste con las balas del tipo "spitzer" empleadas en la mayoría de cartuchos para fusil de la época. Desde el cañón de 458 mm de la carabina M1, el cartucho .30 Carbine producía una velocidad de boca de 600 m/s, una velocidad intermedia entre la de los subfusiles contemporáneos (300-500 m/s) y los fusiles y ametralladoras ligeras (aproximadamente 700-900 m/s). Por ejemplo, el subfusil M3 calibre 11,43 mm tiene una velocidad de boca de 280 m/s; la ametralladora ligera Bren calibre 7,70 mm alcanza 740 m/s; el fusil M1 Garand disparando el .30-06 Springfield (7,62 x 63) tiene una velocidad de boca de 850 m/s. Dentro del alcance máximo de 274 m de la carabina M1, su bala tiene la misma energía de boca que una bala de pistola como la 8 mm Nambu. La bala tiene un descenso significativo a partir de 180 m.

## Armas que utilizan el cartucho

### Carabinas y fusiles
- Armalon AL30C
- CEAM Modelo 1950
- Carabina Chapina
- Carabina Cristóbal
- Excel Arms X30R
- FAMAE CT-30[5]
- Franchi LF-58
- Carabina Garand
- Carabina Hillberg
- IMI Magal
- Carabina M1
- Marlin Levermatic Modelo 62
- SGC La-30
- Carabina Taurus CT-30[5]
- Thompson Light Rifle
- Olimpic Arms AR-15
- Excel Arms X30R

### Pistolas y revólveres
- AMT AutoMag III
- Excel Arms X-30
- Kimball (Estándar, Objetivo, Aircrew)
- Ruger Blackhawk
- Taurus Raging Thirty
- Universal Enforcer